# Штефан Русу
Штефан Русу (рум. Ștefan Rusu, Радауци, 2. фебруар 1956) је трофејни румунски рвач грчко-римским стилом, и олимпијски победник. Три пута је учествовао на Олимпијским играма и освојио три медаље, 1976. сребро, 1980. злато и 1984. бронзу. На Светским првенствима има злато из 1978. и 1982, сребро 1985. и бронзу 1981. Петоструки је европски првак (1978, 1979, 1980, 1981, 1985), а има и два сребра (1976, 1977) и једну бронзу (1983).